# Antocha tasmanica
Antocha tasmanica är en tvåvingeart som beskrevs av Alexander 1928. Antocha tasmanica ingår i släktet Antocha och familjen småharkrankar. Inga underarter finns listade i Catalogue of Life.